# Красеюв (остановочный пункт)
Красеюв (пол. Krasiejów) — остановочный пункт железной дороги (платформа) в селе Красеюв в гмине Озимек, в Опольском воеводстве Польши. Имеет 1 платформу и 1 путь.
Остановочный пункт на железнодорожной линии Ополе — Тарновске-Гуры, построен в 1858 году, когда село Красеюв (нем. Krascheow, Крашеов) было в составе Королевства Пруссия.